# Calloctenus pulcher
Calloctenus pulcher är en skalbaggsart som beskrevs av White 1850. Calloctenus pulcher ingår i släktet Calloctenus och familjen långhorningar.
Artens utbredningsområde är Venezuela. Inga underarter finns listade.